# Kamień Pomorski
Kamień Pomorski là một thị trấn thuộc huyện Kamieński, tỉnh Zachodniopomorskie ở tây-bắc Ba Lan. Thị trấn có diện tích 11 km². Đến ngày 1 tháng 1 năm 2011, dân số của thị trấn là 9094 người và mật độ 847 người/km².